# Amazon Drive
Amazon Drive，又称Amazon Cloud Drive，是Amazon旗下的个人网络硬盘服务。

## 概况
Amazon于2011年3月29日向其会员推出这项服务。Amazon Cloud Drive提供图片、文档、视频等各种内容的存储，并开发有网页版、Windows、Android和iOS设备的客户端，不同客户端之间可同步存储内容。Android和iOS系统的客户端命名为Cloud Drive Photos，仅可显示、存储、同步图片和视频内容。
Amazon Cloud Drive初始免费容量为5GB，用户可按年为单位，每GB0.5美元的价格，选择将容量扩充至20GB、50GB、100GB、200GB、500GB、1000GB的扩容计划。 Fire Phone和Amazon Prime用户拥有无限免费容量的照片存储空间。
Amazon不同国家站点的Cloud Drive系统互相独立，所有存储数据均使用Amazon S3服务，储存和传输过程则进行AES-128的TLS加密。

## Kindle个人文档服务
Amazon Cloud Drive储存Kindle用户通过电子邮件发送的个人文档。个人文档统一储存在“我的发送至Kindle文档”文件夹中，并会占用Cloud Drive容量。用户在亚马逊网站上购买的Kindle电子书则储存于独立空间（Kindle图书馆），与Cloud Drive无关。

## 相关项目
- Kindle